# Адміністративний устрій Брусилівського району
Головна стаття — Брусилівський район
Адміністративний устрій Брусилівського району — адміністративно-територіальний поділ Брусилівського району Житомирської області на 1 селищну об'єднану територіальну громаду та 1 сільську раду, які об'єднують 37 населених пунктів та підпорядковані Брусилівській районній раді (до 2016 року район поділявся на 1 селищну та 18 сільських рад). Адміністративний центр — смт Брусилів.

## Список громад Брусилівського району
| № | Назва                        | Центр        | Населені пункти | Площа км² | Місце за площею | Населення (2001), чол. | Місце за населенням |
| - | ---------------------------- | ------------ | --- | --------- | --------------- | ---------------------- | ------------------- |
| 1 | Брусилівська селищна громада | смт Брусилів | с. Биків с. Болячів смт Брусилів с. Вільшка с. Водотиї с. Дивин с. Дубрівка с. Долинівка с. Западня с. Карабачин с. Ковганівка с. Краківщина с. Лазарівка с. Малинівка с. Мар'янівка с. Містечко с. Морозівка с. Нові Озеряни с. Озера с. Осівці с. Пилипонка с. Покришів с. Привороття с. Романівка с. Скочище с-ще Скочище с. Соболівка с. Соловіївка с. Старицьке с. Хомутець с. Хом'янка с. Яструбенька с. Яструбна |           |                 |                        |                     |

## Список рад Брусилівського району
| № | Назва                      | Центр      | Населені пункти                               | Площа км² | Місце за площею | Населення (2001), чол. | Місце за населенням |
| - | -------------------------- | ---------- | --------------------------------------------- | --------- | --------------- | ---------------------- | ------------------- |
| 1 | Ставищенська сільська рада | с. Ставище | с. Високе с. Йосипівка с. Костівці с. Ставище |           |                 |                        |                     |

## Список рад Брусилівського району (до 2016 року)
| №  | Назва                          | Центр           | Населені пункти                               | Площа км² | Місце за площею | Населення (2001), чол. | Місце за населенням |
| -- | ------------------------------ | --------------- | --------------------------------------------- | --------- | --------------- | ---------------------- | ------------------- |
| 1  | Брусилівська селищна рада      | смт Брусилів    | смт Брусилів                                  |           |                 |                        |                     |
| 2  | Водотиївська сільська рада     | с. Водотиї      | с. Водотиї с. Болячів                         |           |                 |                        |                     |
| 3  | Дивинська сільська рада        | с. Дивин        | с. Дивин                                      |           |                 |                        |                     |
| 4  | Карабачинська сільська рада    | с. Карабачин    | с. Карабачин                                  |           |                 |                        |                     |
| 5  | Лазарівська сільська рада      | с. Лазарівка    | с. Лазарівка с. Старицьке с. Хом'янка         |           |                 |                        |                     |
| 6  | Містечківська сільська рада    | с. Містечко     | с. Містечко с. Ковганівка                     |           |                 |                        |                     |
| 7  | Морозівська сільська рада      | с. Морозівка    | с. Морозівка с. Малинівка                     |           |                 |                        |                     |
| 8  | Новоозерянська сільська рада   | с. Нові Озеряни | с. Нові Озеряни                               |           |                 |                        |                     |
| 9  | Озерська сільська рада         | с. Озера        | с. Озера с. Биків с. Западня с. Мар'янівка    |           |                 |                        |                     |
| 10 | Осівецька сільська рада        | с. Осівці       | с. Осівці                                     |           |                 |                        |                     |
| 11 | Покришівська сільська рада     | с. Покришів     | с. Покришів                                   |           |                 |                        |                     |
| 12 | Приворотська сільська рада     | с. Привороття   | с. Привороття                                 |           |                 |                        |                     |
| 13 | Романівська сільська рада      | с. Романівка    | с. Романівка с. Пилипонка                     |           |                 |                        |                     |
| 14 | Скочищенська сільська рада     | с. Скочище      | с. Скочище с-ще Скочище                       |           |                 |                        |                     |
| 15 | Соболівська сільська рада      | с. Соболівка    | с. Соболівка с. Долинівка                     |           |                 |                        |                     |
| 16 | Соловіївська сільська рада     | с. Соловіївка   | с. Соловіївка                                 |           |                 |                        |                     |
| 17 | Ставищенська сільська рада     | с. Ставище      | с. Ставище с. Високе с. Йосипівка с. Костівці |           |                 |                        |                     |
| 18 | Хомутецька сільська рада       | с. Хомутець     | с. Хомутець с. Вільшка с. Краківщина          |           |                 |                        |                     |
| 19 | Яструбеньківська сільська рада | с. Яструбенька  | с. Яструбенька с. Дібрівка с. Яструбна        |           |                 |                        |                     |

* Примітки: м. — місто, смт — селище міського типу, с. — село, с-ще — селище

## Історія
Район утворено 7 березня 1923 року в складі Білоцерківської округи Київської губернії з 28 сільських рад Брусилівської волості Радомисльського повіту. 13 березня 1925 року зі складу Ставищенського району передано Приворітську та зі складу Коростишівського району — Продубіївську сільські ради. 3 червня 1925 року район увійшов до складу Київської округи.
5 лютого 1931 року до складу району було включено територію ліквідованого Бишівського району. 16 січня 1933 року до складу приміської зони Київської міської ради було передано Музичанську сільську раду. 17 лютого 1935 року до складу відновленого Бишівського району передано Вітрівську, Весело-Слобідську, Вульшинську, Горобіївську, Грузецьку, Козичанську, Левонівську, Лишнянську, Мар'янівську, Мостищенську, Новосільську, Пашківську, Соснівську, Чорногородську, Юрівську, Яблунівську, Ясногородську сільські ради.
В 1941-43 роках територія району входила до гебітскомісаріату Коростишів Генеральної округи Житомир та складалась з Ковганівської, Краківщинської, Містечково-Брусилівської та Онишпільської сільських управ.
11 серпня 1954 року було ліквідовано Болячівську, Височанську, Віленську, Вільшанську, Дубровську, Здвижківську, Йосипівську, Костовецьку, Лазарівську, Морозівську, Осовецьку, Пилипонську, Покришівську та Старицьку сільські ради. 10 червня 1958 року відновлено Лазарівську сільську раду. 20 березня 1959 року зі складу Попільнянського району передано Турбівську, Соболівську, Лучинську, Королівську, Гнилецьку, Озерську, Сущанську та Скочищенську сільські ради.
11 січня 1960 року територію Гнилецької сільської ради передано до складу Соболівської, Сущанської — до складу Лучанської сільської ради. 23 травня 1960 року Вільнянську сільську раду передано до складу Коростишівського району. 30 грудня 1962 року район ліквідовано, сільські ради передано до складу Коростишівського району.
4 травня 1990 року район відновлено у складі Брусилівської селищної та Водотиївської, Дивинської, Карабачинської, Містечківської, Новоозерянської, Озерської, Приворітської, Романівської, Скочищенської, Соболівської, Соловіївської, Ставищенської, Хомутецької, Яструбеньківської сільських рад Коростишівського району. 21 червня 1991 року в складі району утворено (відновлено) Осовецьку, 14 листопада 1991 року — Покришівську та Лазарівську сільські ради.
До початку адміністративно-територіальної реформи в Україні (станом на початок 2015 року) до складу району входили 1 селищна та 18 сільських рад.
28 липня 2016 року в складі району було утворено Брусилівську селищну територіальну громаду, внаслідок чого припинили існування Брусилівська селищна та Водотиївська, Дивинська, Карабачинська, Лазарівська, Містечківська, Морозівська, Новоозерянська, Озерська, Осівецька, Покришівська, Приворотська, Романівська, Скочищенська, Соболівська, Соловіївська, Хомутецька, Яструбеньківська сільські ради.
На час ліквідації району, відповідно до Постанови Верховної Ради України від 17 липня 2020 року, до його складу входили одна селищна громада та одна сільська рада.